# Iuliu Hossu
Iuliu Hossu (Milaș, comitaat Kolozs, Oostenrijk-Hongarije, 30 januari 1885 – Boekarest, 28 mei 1970) was een bisschop van de Roemeense Grieks-Katholieke Kerk en een kardinaal van de Rooms-Katholieke Kerk.

## Loopbaan
Hossu bezocht het seminarie in Cluj en Boedapest. Vervolgens studeerde hij in Wenen en aan de Urbaniana Universiteit in Rome, waar hij in 1906 promoveerde in de filosofie en in 1908 in de theologie.
Hossu werd op 27 maart 1910 in Rome tot priester gewijd. Na zijn terugkeer naar Roemenië vervulde hij diverse functies in de ambtelijke staf van de bisschop van Gherla, zijn oom Vasile Hossu. Gedurende de Eerste Wereldoorlog was hij aalmoezenier ten dienste van het Oostenrijks-Hongaarse leger.
Op 21 april 1917 werd Hossu benoemd tot bisschop van Gherla; zijn  bisschopswijding vond plaats op 4 december 1917. De naam van het bisdom werd op 5 juni 1930 gewijzigd in Cluj-Gherla.
Hossu werd op 28 oktober 1948 vanwege zijn verzet tegen de communistische regering gearresteerd en gevangengezet, onder meer van 1950 tot 1955 in de Sighetgevangenis. Na zijn vrijlating in 1955 kreeg hij huisarrest, wat werd gehandhaafd tot zijn dood in 1970.
Tijdens het consistorie van 28 april 1969 werd Hossu kardinaal in pectore gecreëerd. Deze creatie werd op 5 maart 1973 bij de aankondiging van een volgend consistorie gepubliceerd.
- Gemeinsame Normdatei: 143447084
- International Standard Name Identifier: 0000 0001 1451 4115
- Library of Congress Control Number: no2012076960
- Nationale Bibliotheek van Israël: 987009841271905171
- Système universitaire de documentation: 196880386
- Virtual International Authority File: 89587004
- WorldCat: E39PBJwxFqrtgq4qvQ8DMxJCcP